# Климент (Шмигельський)
Єпископ Климент (укр. Єпископ Климент, у миру Тарас Васильович Шмигельський; род. 25 травня 1980) — єпископ Української Православної Церкви, єпископ Борівський, вікарій митрополита Київського і всієї України, намісник Київського Десятинного чоловічого монастиря Різдва Пресвятої Богородиці.

## Біографія
Народився 25 травня 1980 року у місті Стебник Львівської області у сім'ї службовців. З вересня 1987 по жовтень 1991 року навчався у Стебницькій школі №6.
У жовтні 1991 року, у зв'язку з висвяченням батька в сан священника і переведенням його на пастирське служіння в Херсонську єпархію УПЦ, переїхав до Херсонської області, де в 1997 році здобув повну середню освіту .
З червня 1997 по серпень 1998 — паламар у Миколаївському храмі селища міського типу Велика Лепетиха Херсонської області.
З 1998 по 2002 рік навчався на денному відділенні Почаївської духовної семінарії.
17 червня 2002 року в Успенському соборі Почаївської Лаври був пострижений у читця.
З 1 вересня 2003 по 1 вересня 2005 року — читець-псаломщик Миколаївського храму селища міського типу Велика Лепетиха Херсонської області.
16 квітня 2006 року в Трапезному храмі Києво-Печерської лаври був висвячений на сан диякона митрополитом Київським і всієї України Володимиром (Сабоданом) .
7 липня 2007 року був у Трапезному храмі Києво-Печерської лаври висвячений на сан священника митрополитом Аргентинським та Південноамериканським Платоном (Удовенко) .
У квітні 2008 року призначений штатним священником Київської Десятинної парафії на честь Різдва Пресвятої Богородиці.

У 2009 році закінчив повний курс Київської духовної академії. У 2011 році закінчив магістратуру Ужгородської богословської академії із присвоєнням кваліфікації магістра богослов'я.

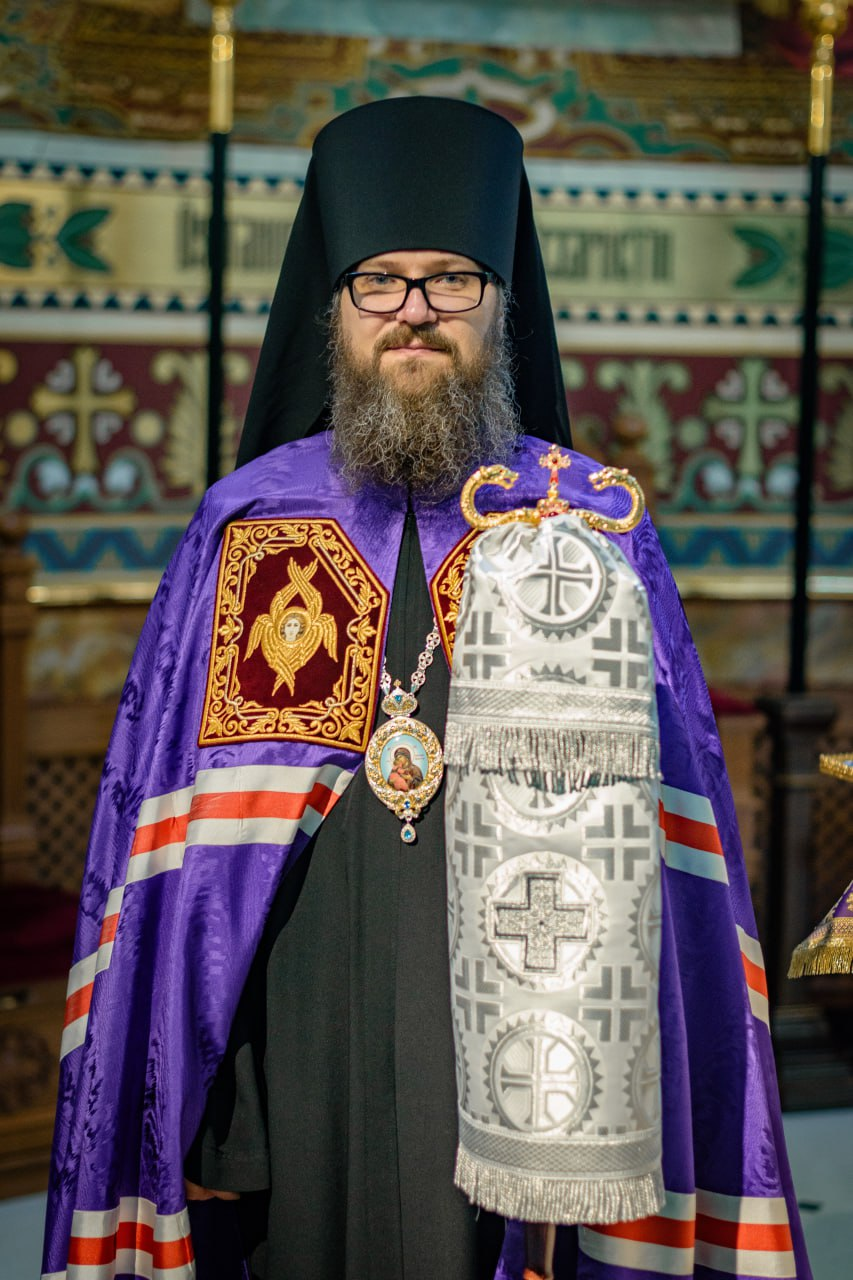
Владика Климент у день архієрейської хіротонії

10 листопада 2011 року в Десятинному монастирі був пострижений у чернецтво з ім'ям Климент на честь священномученика Климента, папи Римського .
30 квітня 2013 року митрополитом Київським та всієї України Володимиром (Сабодана) зведений у сан архімандрита .
20 березня 2023 року призначений намісником (ігуменом) Київського Десятинного чоловічого монастиря .
10 квітня 2024 року рішенням Священного синоду УПЦ обрано єпископом Боровським, вікарієм Київської єпархії .
19 квітня того ж року в головному соборі Пантелеймонівського жіночого монастиря у Феофанії був названий єпископом Боровським, вікарієм Київської єпархії .
21 квітня того ж року у храмі в ім'я преподобного Агапіта Печерського Києво-Печерської лаври був хіротонізований на єпископа Боровського, вікарія Київської єпархії. Хіротонію вчинили: митрополит Київський і всієї України Онуфрій (Березовський), митрополит Бориспільський і Броварський Антоній (Паканич), митрополит Макаровський Антоній (Фіалко), митрополит Васильківський Іоасаф (Губень ), архієпископ Южневський Діодор, архієпископ Переяслав-Хмельницький Діонісій (Пилипчук), єпископ Вишневський Спиридон (Романів), єпископ Ірпінський Лавр (Березовський) та єпископ Бородянський Марк (Андрюк) 
У липні 2024 року, указом Блаженнішого  Онуфрія, Митрополита Київського і всієї України, Предстоятеля Української Православної Церкви, Преосвященніший Климент, єпископ Борівський, вікарій Київської Митрополії, намісник Десятинного чоловічого монастиря Різдва Пресвятої Богородиці, призначений на посаду керуючого Центральним  київським вікаріатством Київської єпархії Української Православної Церкви з центром у релігійній громаді Української Православної Церкви, св. Агапіта Печерського у Шевченківському районі м. Києва, де також був затверджений на посаду настоятеля.